# Bakary Soro
Bakary Soro (* 5. Dezember 1985 in Abidjan-Anyama) ist ein ivorisch-burkinischer ehemaliger Fußballspieler.

## Karriere

### Verein
Soro begann mit dem Vereinsfußball beim ivorischen ASEC Mimosas, für dessen Reservemannschaft, die sogenannte Académie de Sol Beni, er bis 2003 spielte. Anschließend wurde er in den Kader der ersten Mannschaft involviert und spielte hier die nächsten vier Jahre lang.
2007 wechselte er zum englischen Klub Charlton Athletic. Hier kam er über die Reservistenrolle nicht hinaus, sodass er bis 2009 erst an Germinal Beerschot und schließlich an FC Lorient ausgeliehen wurde.
Im Sommer 2009 wechselte er dann zum französischen Verein AC Arles-Avignon und war für diesen die nächsten vier Jahre aktiv.
In der Sommertransferperiode 2013 heuerte Soko beim türkischen Zweitligisten Orduspor an. Nach einer Saison wechselte Soko innerhalb der TFF 1. Lig zu Ankaraspor. Für die Rückrunde der Saison 2015/16 wurde er an den Zweitligisten Alanyaspor ausgeliehen. Mit diesem Verein beendete er die Saison 2015/16 als Play-off-Sieger und stieg damit in die Süper Lig auf. An dem zweiten Erstligaaufstieg seiner Karriere war er mit zwei Ligaspieleinsätzen beteiligt. Nach dem Aufstieg mit Alanyaspor kehrte er zwar zu Osmanlıspor FK zurück, wurde aber nicht in den Mannschaftskader aufgenommen.
Zur Rückrunde der Saison 2016/17 wechselte er für sechs Monate zum türkischen Zweitligisten Şanlıurfaspor. Anschließend war er über zwei Jahre ohne Verein und spielte dann sechs Monate für den französischen Amateurverein Noisy-le-Grand FC. Seit Januar 2020 ist er erneut vereinslos.

### Nationalmannschaft
Soro spielte einige Male für die ivorische U-20-Nationalmannschaft.

## Erfolge
Osmanlıspor FK
- Vizemeister der TFF 1. Lig und Aufstieg in die Süper Lig: 2014/15 (Ohne Ligaeinsatz)
- TSYD-Ankara-Pokalsieger: 2015/16

Alanyaspor
- Play-off-Sieger der TFF 1. Lig und Aufstieg in die Süper Lig: 2015/16